# Harry Aldenius
Harry Fredrik Leander Aldenius, född 12 juli 1906 i Skänninge församling, Östergötlands län, död 23 april 1986 i Täby församling, Stockholms län, var en svensk präst.

## Biografi
Harry Aldenius föddes 1906 i Skänninge. Han var son till stadsmontören Leander Aldenius och Helga Andersson. Aldenius avlade 1925 studentexamen i Linköping och 1928 filosofie kandidatexamen vid Uppsala universitet. Han avlade 1932 teologie kandidatexamen och fick missiv till Mjölby församling, Virserums församling och Linköpings domkyrkoförsamling. Aldenius blev 1935 biträdande stiftsadjunkt och 1936 komminister i Tåby församling. Han blev 1937 kyrkoherde i Ukna församling och 1962 kyrkoherde i Gärdserums församling samt 1962 kontraktsprost i Norra Tjusts kontrakt.
Han var sedan 1963 ordförande i Gärdserums föreläsningsförening. Han var även medlem i frimurarorden.

### Familj
Aldenius gifte sig 1935 med Märtha Holmberg (född 1910), dotter till lokföraren Gustaf Holmberg och Kornelia Ahlman. De fick tillsammans dottern Karin Aldenius (född 1942).